# Lia Félix
Lia Félix (1830-1908) fue una actriz francesa, hermana y a la vez alumna de la renombrada Elizabeth-Rachel.
Apenas había realizado algunos papeles en el mundo del espectáculo cuando, por casualidad, fue elegida para formar parte de la obra Toussaint Louverture de Alphonse de Lamartine en la Porte Saint-Martin el 6 de abril de 1848. La obra no llegó a ser un éxito, pero la joven actriz empezó a destacar, consiguiendo de inmediato varios papeles de obras importantes. Pronto llegó a ser reconocida como una de las mejores comediantas de París. Años más tarde se fue a Estados Unidos con su hermana Rachel, donde actuaron en los teatros más importantes hasta que por motivos de salud, Lia Félix tuvo que verse obligada a dejar el mundo del espectáculo durante varios años. 
En 1873, después de superar la enfermedad, reapareció en el escenario Théâtre de la Gaîté de París en la adaptación teatral realizada por Jules Barbier de Juana de Arco, donde obtuvo un destacado éxito por su interpretación.